# Charles Ackerly
Charles Edwin Ackerly (3. ledna 1898 Cuba – 16. srpna 1982 Clearwater) byl americký zápasník ve volném stylu, olympijský vítěz v pérové váze z Letních olympijských her 1920 v Antverpách.

## Počátky kariéry
Se zápasem začal na střední škole a na vrcholné úrovni na Cornellově univerzitě v Ithace (stát New York), kde byl jeho trenérem Walter O'Connell. Velkým soupeřem mu byl v této době student Pensylvánské univerzity Sam Gerson. V roce 1919 vyhrál Ackerly turnaj zápasnických asociací univerzit východního pobřeží USA a kvalifikoval se pro olympijský turnaj 1920, ale o rok později byl ve finále poražen právě Samem Gersonem. Olympiáda, na kterou odjeli oba dva, měla být odvetou za Ackerlyho porážku na předchozím univerzitním mistrovství.

## Ackerly na olympijských hrách 1920
Zápasnický turnaj v Antverpách se konal podle pravidel Catch As Catch Can, která byla již blízká pozdějším pravidlům volného stylu. Zápas trval deset minut, finále bylo trojkolové po deseti minutách, poražení semifinalisté svedli souboj o třetí místo. Ackerly dostal za prvního soupeře Řeka Ioannise Dialetise, kterého porazil na body, o den později ve čtvrtfinále položil těsně před koncem na lopatky Daniela Kaisera ze Švýcarska a v poslední den v semifinále na body Bernarda Bernarda z Velké Británie. Sam Gerson porazil Inda Randhira Shindese, a tak se ve finále skutečně utkali dva velcí zámořští soupeři, v němž Ackerly Gersona porazil.

## Po ukončení závodní dráhy
Olympijské hry byly jedinou mezinárodní soutěží, které se Ackerly během kariéry účastnil. V následujících letech se neuskutečňovala ani mistrovství světa ani Panamerické hry, takže jedinou možností ukázat se na vrcholné události byly olympijské hry 1924, kam už ale Ackerly neodjel. Po ukončení svých univerzitních studií vykonával právnickou praxi v Detroitu, ke konci života odešel do Clearwateru na Floridu, kde také ve věku 84 let v roce 1982 umírá.